# Valle dell'Orsa
La valle dell'Orsa, conosciuta anche come valle di Novezza o Novezzina, è la più grande valle per lunghezza del gruppo del monte Baldo e lo attraversa tra la cresta principale e quella che si affaccia sulla Vallagarina, quasi interamente occupata dal territorio del comune di Ferrara di Monte Baldo.

## Morfologia
La valle ha una morfologia particolare: parte presso Brentino Belluno come uno stretto e ripido vajo, assume i caratteri di una valle fluviale da Spiazzi fino a Cambrigar dove si fonde con la val Fredda, sua laterale, e diventa una larga valle coperta da pascoli, infine termina sopra Novezza con il passo Cavallo (o Cavallo di Novezza) a 1582 m.

## Idrologia
Dopo il paese di Fraine il torrente Orsa si getta a capofitto nel canyon omonimo che lo porta a Spiazzi, la zona è molto adatta per il canyoning.
L'alta valle dell'Orsa è ricchissima di torrenti, alimentati da 2 sorgenti (Paloni e val Fredda) che danno vita a 2 torrentelli che confluiscono presso Ferrara in quello principale. Quest'ultimo è alimentato dal nevaio del Sanna vicino alle cime, unico nevaio a guardare la Vallagarina e che non è di tipo pirenaico.

## Clima
La valle presenta un clima alpino che nella parte sud è ulteriormente favorito dalla poca esposizione solare. La temperatura media a Ferrara di Monte Baldo è di 9 gradi, mentre nella zona alta scende a 5°. Le precipitazioni, abbondanti soprattutto d'estate, alimentano le numerose sorgenti.

## Abitati
La valle presenta numerosi centri abitati, a partire dai piccoli paesi di Fraine Basse e Alte (881 – 894 m), poi Ferrara di Monte Baldo (896 m), Cambrigar (1021 m), Alpino (1098 m), Novezzina (1235 m), Novezza (1480 m) ed altri centri abitati in Val Fredda.